# 维约莱萨斯费尔德
维约莱萨斯费尔德（法語：Vieux-lès-Asfeld，法語發音：[vjø lɛ.z‿asfɛld]，意为“阿斯费尔德附近的维约”）是法国阿登省的一个市镇，属于勒泰勒区。

## 地理
维约莱萨斯费尔德（49°27'27"N, 4°6'13"E）面积6.66 平方千米，位于法国大東部大區阿登省，该省份为法国北部内陆省份，西接埃纳省，南至马恩省，东临默兹省，北与比利时接壤。
与维约莱萨斯费尔德接壤的市镇（或旧市镇、城区）包括：阿斯费尔德、阿沃、埃纳河畔布列讷、乌迪尔库尔、普瓦尔库尔-悉尼。

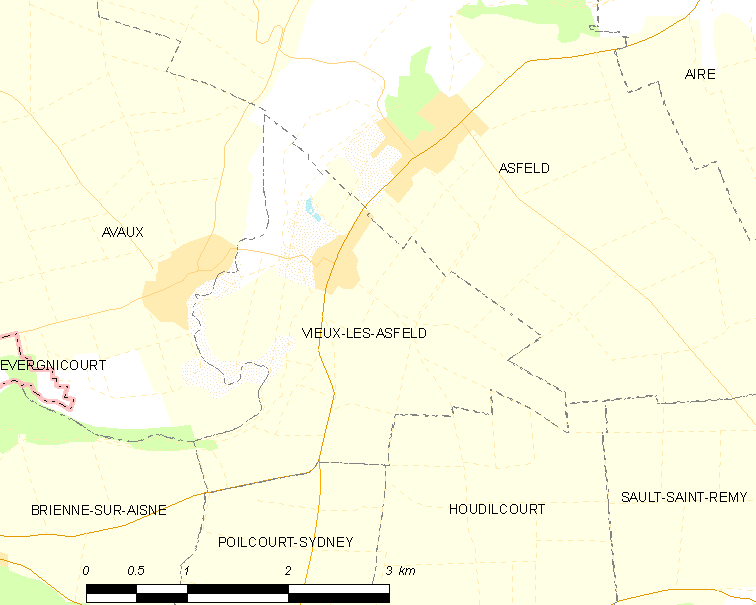
维约莱萨斯费尔德的OSM定位图

维约莱萨斯费尔德的时区为UTC+01:00、UTC+02:00（夏令时）。

## 行政
维约莱萨斯费尔德的邮政编码为08190，INSEE市镇编码为08473。

## 政治
维约莱萨斯费尔德所属的省级选区为波尔西安堡县。

## 人口

1962-2008年间维约莱萨斯费尔德人口变化图示

维约莱萨斯费尔德于2022年1月1日时的人口数量为298人。